# Adolf Philippi
Adolf Philippi (* 11. Januar 1843 in Osterholz; † 5. Mai 1918 in Dresden) war ein deutscher Klassischer Philologe und Kunsthistoriker.

## Biografie
Philippi war der Sohn des promovierten Rechtsanwaltes August Philippi und der Louise Kestne. Er hatte seine ersten Einsichten und Erfahrungen in seinem Geburtsort gesammelt. Mit dreizehn Jahren wechselte er 1856 an das Domgymnasium Verden, wo er sich unter dem Rektor Hermann Gottlieb Plass (1798–1871) besonders mit der lateinischen und griechischen Sprache vertraut machte. Von weiteren Lehrern wurde er in den philosophischen Wissenschaften weitergebildet und bezog im Herbst 1861 die Universität Erlangen, um ein Studium der Theologie zu absolvieren. Enttäuscht von Erlangen, begab er sich zu Ostern 1863 an die Universität Göttingen, wo er bei Ernst Curtius, Ernst von Leutsch und Hermann Sauppe Geschichte und Philologie studierte, sein Oberlehrerexamen absolvierte und 1865 zum Doktor der Philosophie promovierte.
Im Herbst 1864 wechselte er an die Universität Berlin, wo er seine Studien vertiefte und sich auf die griechische Literatur spezialisierte. Zu jener Zeit förderten ihn unter anderem Eduard Gerhard, Karl Friederichs, Karl Richard Lepsius und Georg Heinrich Pertz. 1867 wurde er Lehrer am Louisenstädtischen Gymnasium in Berlin, 1870 unternahm er eine Forschungsreise nach Italien und habilitierte sich 1871 an der Universität Leipzig, wo er als Privatdozent sich mit griechischen Historikern und Rednern sowie mit antiken Denkmälern und mit Kunstgeschichte beschäftigte. Am 9. Mai 1874 wurde er als Professor der klassischen Philologie und Geschichte an die Universität Gießen berufen. 1889/90 war er Rektor der Alma Mater. Am 1. Juli 1893 wurde er zum Geheimrat ernannt. 
Da er in seiner akademischen Tätigkeit, insbesondere als Klassischer Philologe, keine Perspektive mehr sah, beantragte er noch im selben Jahr seine Versetzung in den Ruhestand, die er im Herbst 1893 erhielt. Er zog mit seiner Familie nach Dresden, wo er sich vor allem mit der Kunstgeschichte der griechischen Antike und der Renaissance befasste und verschiedene Schriften in diesem Bereich veröffentlichte, darunter auch Artikel in der Zeitschrift Der Grenzbote.
Aus seiner 1881 geschlossenen Ehe sind die Töchter Helene (* 1882 in Gießen) und Else (* 1884 in Gießen) bekannt. Der Philippi-Hof in Osterholz-Scharmbeck ist sein Geburtshaus.

## Schriften (Auswahl)
- Quaestionum Aristarchearum specimen prius. Dissertation Göttingen 1865 (Digitalisat)
- Beiträge zu einer Geschichte des attischen Bürgerrechtes. Berlin 1870
- Symbolae ad doctrinam iuris attici de syngraphis et de ousias notione. Leipzig 1871 (Habilitationsschrift)
- Der Areopag und die Epheten. Eine Untersuchung zur athenischen Verfassungsgeschichte. Weidmannsche Buchhandlung, Berlin 1874 (Digitalisat)
- Die Kunst der Renaissance in Italien. Leipzig 1897. 2 Bände; 2. Aufl. Leipzig 1905
- Die Kunst des 15. und 16. Jahrhunderts in Deutschland und den Niederlanden. Leipzig 1898
- Die Blüte der Malerei in Belgien: Rubens und die Flamländer. Leipzig 1900
- Die Kunst der Nachblüte in Italien und Spanien. Leipzig 1900
- Die Blüte der Malerei in Holland. Leipzig 1901
- Die großen Maler in Wort und Farbe. Leipzig 1909. 2. Aufl. Leipzig 1920, 3. Aufl.  Leipzig 1922
- Der Begriff der Renaissance: Daten zu seiner Geschichte. Leipzig 1912